# Eure (fiume)
L'Eure è un fiume del nord-ovest della Francia, affluente della Senna, lungo 228,5 km.

## Percorso
Nasce a Marchainville, nel dipartimento dell'Orne, e sfocia presso Martot, nella Senna, dopo aver bagnato località come Chartres, Maintenon, Pacy-sur-Eure e Louviers.

## Principali affluenti
- Riva destra:
  - l'Aunay,
  - la Drouette,
  - la Maltorne,
  - la Vesgre.
- Riva sinistra:
  - la Donette,
  - la Blaise,
  - l'Avre,
  - l'Iton.

## Dipartimenti e comuni attraversati
Da monte verso valle:
Orne
Moulicent, Longny-au-Perche, La Lande-sur-Eure, Neuilly-sur-Eure, Les Menus.
Eure-et-Loir
Manou, Fontaine-Simon, Belhomert-Guehouville, Saint-Maurice-Saint-Germain, Pontgouin, Courville-sur-Eure, Saint-Georges-sur-Eure, Fontenay-sur-Eure, Thivars, Loché (frazione di Ver-lès-Chartres), Chartres, Saint-Prest, Jouy, Saint-Piat, Maintenon, Nogent-le-Roi, Chaudon, Villemeux-sur-Eure, Le Mesnil-Ponceau (frazione di Villemeux-sur-Eure), Charpont, Écluzelles, Mézières-en-Drouais, Sainte-Gemme-Moronval, Cherisy, Montreuil, Sorel-Moussel, Anet, La Chaussée-d'Ivry.
Eure
Saint-Georges-Motel, Marcilly-sur-Eure, Croth, Ézy-sur-Eure, Ivry-la-Bataille, Garennes-sur-Eure, Bueil, Neuilly, Breuilpont, Hécourt, Merey, Gadencourt, Pacy-sur-Eure, Saint-Aquilin-de-Pacy, Ménilles, Cocherel (frazione di Houlbec-Cocherel), Chambray, Autheuil-Authouillet, Crèvecœur (frazione di La Croix-Saint-Leufroy), Heudreville-sur-Eure, Acquigny, Louviers, Le Vaudreuil, Pont-de-l'Arche, Martot.

## Immagini dell'Eure

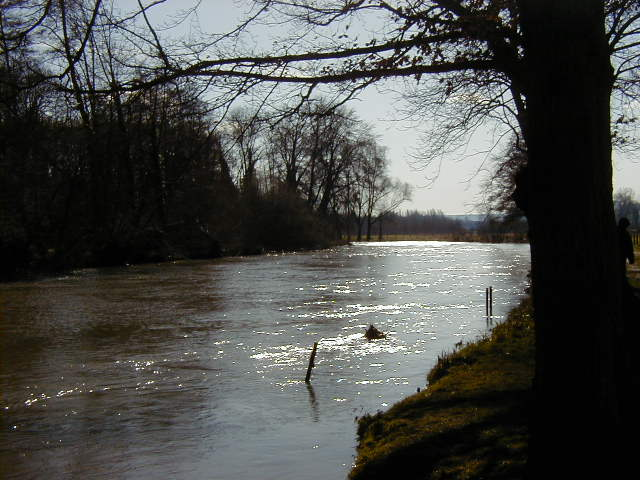
L'Eure alla confluenza con la Senna
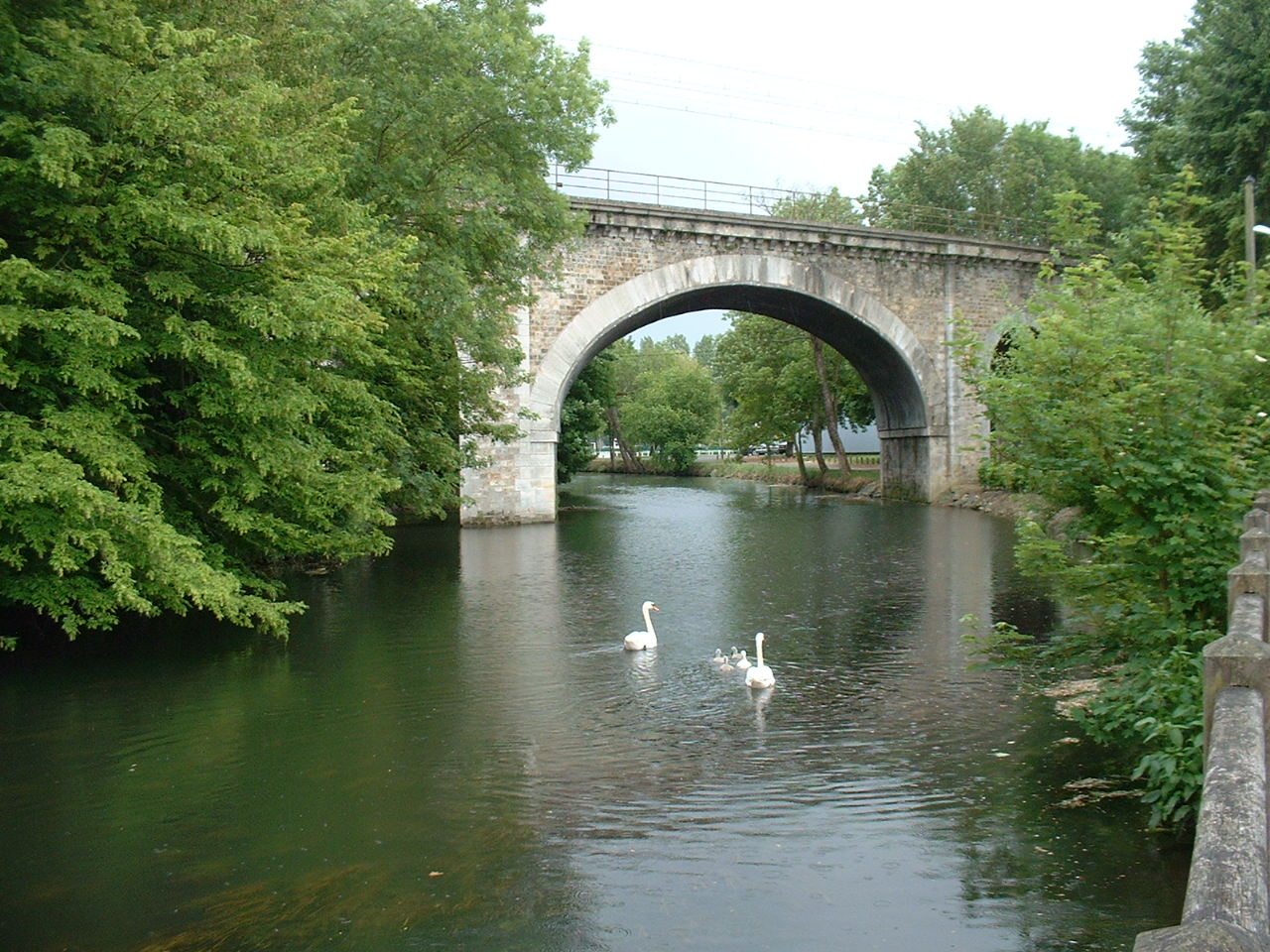
L'Eure presso i Grands Prés a Chartres, Eure e Loira.
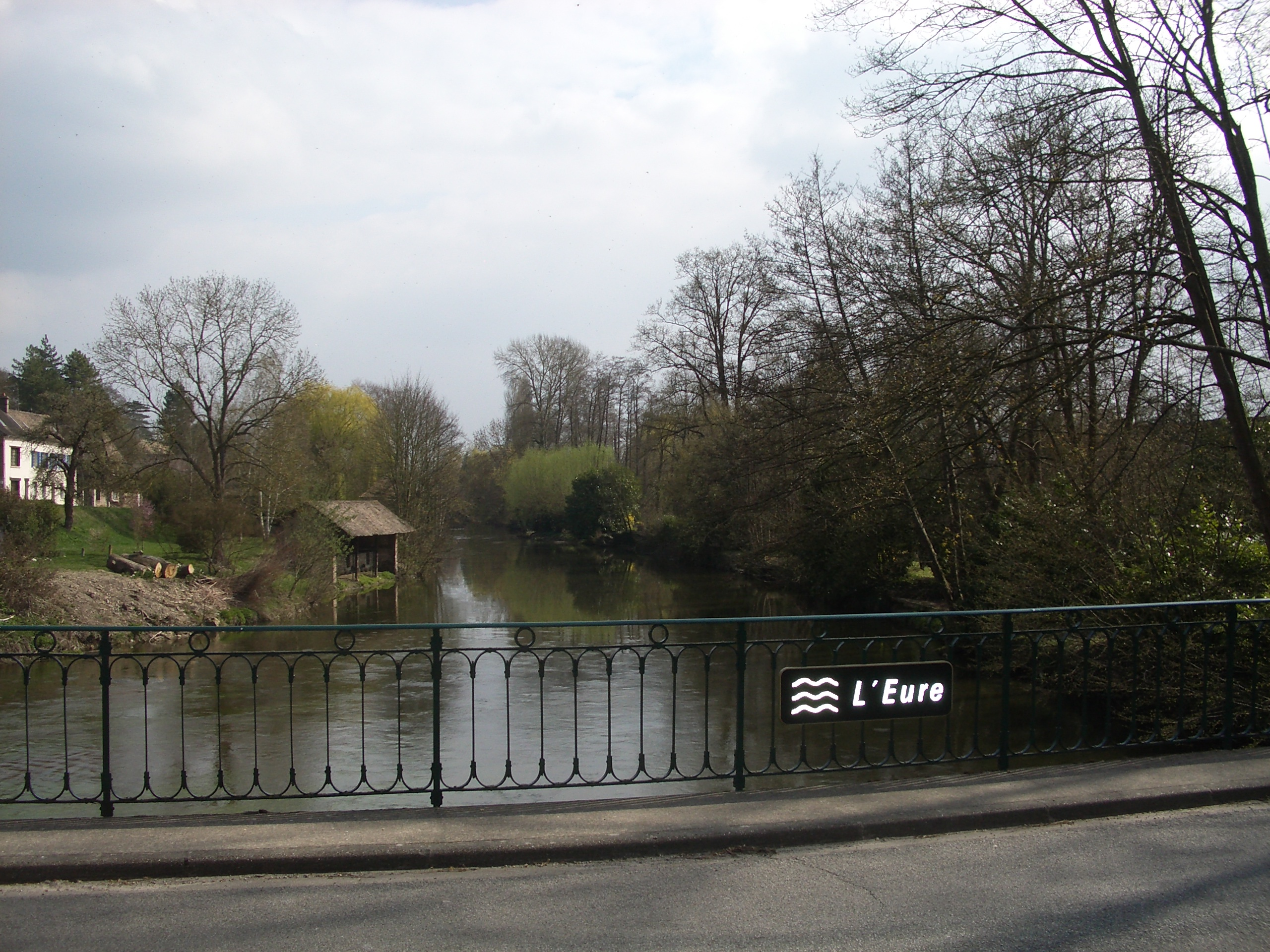
L'Eure a Cocherel, comune d'Houlbec-Cocherel, dipartimento dell'Eure.